# Serie A 1968 (hockey su pista)
La Serie A 1968 è stata la 45ª edizione (la 19ª a girone unico), del torneo di primo livello del campionato italiano di hockey su pista. La competizione ha avuto inizio il 25 maggio e si è conclusa il 28 settembre 1968.
Lo scudetto è stato conquistato dal Monza per la settima volta nella sua storia.

## Stagione

Beniamino Battistella capocannoniere del torneo.

### Novità
A prendere il testimone dell'Arengo Monza e del Pirelli retrocesse in Serie B vi furono, vincendo il campionato cadetto, il DLF Trieste che mancava dalla stagione del 1966 e l'Oderzo che invece era all'esordio in massima categoria.
Al torneo parteciparono: Amatori Modena, Bassano, Monza, Laverda Breganze, Marzotto Valdagno, Novara, Pro Follonica, Triestina e appunto il DL Ferroviario Trieste e l'Oderzo.

### Formula
La formula del campionato fu la stessa della stagione precedente; la manifestazione fu organizzata con un girone all'italiana, con gare di andata e ritorno per un totale di 18 giornate: erano assegnati 2 punti per l'incontro vinto e un punto a testa per l'incontro pareggiato, mentre non ne era attribuito alcuno per la sconfitta. Al termine del campionato la prima squadra classificata venne proclamata campione d'Italia mentre la nona e la decima classificata retrocedettero in Serie B.

### Avvenimenti
Il campionato iniziò il 25 maggio e si concluse il 28 settembre 1968. Dopo le prime tre giornate di campionato in testa al torneo vi erano la Monza e il Laverda Breganze che si stava portando stabilmente tra le squadre di vertice; a seguire vi erano le solite Novara, Amatori Modena e i campioni uscenti della Triestina. Fu alla quinta tornata che il Laverda si issò in cima alla classifica da sola con nove punti complice la sconfitta rimediata dai brianzoli in quel di Novara.
I biancorossi si rifecero al turno successivo quando sulla pista di via Boccaccio sconfissero proprio i veneti agganciandoli in vetta; era sprofondata in coda invece l'Amatori Modena, che era penultima con soli quattro punti ed era reduce da tre sconfitte consecutive. Fu solo alla dodicesima giornata che il Monza tornò in testa al torneo in solitaria grazie al pareggio in cui incappò il Novara sulla pista del Bassano.
Al quinto turno di ritorno il Monza arrivò ad avere tre punti di vantaggio sull'immediata inseguitrice, la Triestina, grazie alla vittoria maturata sulla pista di casa contro gli azzurri novaresi che scesero al quarto posto mentre l'Amatori Modena, il Bassano e la Pro Follonica si giocavano la salvezza con l'Oderzo ormai retrocesso.
La certezza matematica del titolo per i brianzoli arrivò alla penultima giornata grazie alla vittoria maturata a Trieste contro gli eterni rivali della Triestina per 2 a 1; il Monza vinceva così il suo settimo scudetto ed ultimo scudetto. La squadra biancorossa non riuscirà più a vincere il titolo, pur continuando a recitare un ruolo di protagonista nel campionato per altri trent'anni.
Vincendo il titolo il Monza si qualificò per la Coppa dei Campioni. A retrocedere in Serie B furono l'Oderzo, con soli due punti, e il Bassano dopo aver disputato sei campionati di Serie A.
Beniamino Battistella del Laverda Breganze segnando 43 reti vinse per la seconda volta consecutiva la classifica dei cannonieri.

## Squadre partecipanti
| Club              | Stag.    | Città                   | Impianto                   | Stagione precedente              |
| ----------------- | -------- | ----------------------- | -------------------------- | -------------------------------- |
| Amatori Modena    | dettagli | Modena                  | Pista del Rifugio Verde    | 4º in Serie A                    |
| Bassano           | dettagli | Bassano del Grappa (VI) | Pista del Centro Giovanile | 6º in Serie A                    |
| DLF Trieste       | dettagli | Trieste                 | Pista di viale Miramare    | In Serie B, promosso             |
| Laverda Breganze  | dettagli | Breganze (VI)           | ?                          | 5º in Serie A                    |
| Marzotto Valdagno | dettagli | Valdagno (VI)           | Pista Cavalchina           | 7º in Serie A                    |
| Monza             | dettagli | Monza (MI)              | Pista di via Boccaccio     | 3º in Serie A                    |
| Novara            | dettagli | Novara                  | Pista in viale Buonarroti  | 2º in Serie A                    |
| Oderzo            | dettagli | Oderzo (TV)             | ?                          | In Serie B, promosso             |
| Pro Follonica     | dettagli | Follonica (GR)          | Pista dei Pini             | 8º in Serie A                    |
| Triestina         | dettagli | Trieste                 | Pista di viale Miramare    | 1º in Serie A, campione d'Italia |

### Allenatori e primatisti
| Squadra           | Allenatore     | Cannoniere                 |
| ----------------- | -------------- | -------------------------- |
| Amatori Modena    |                |                            |
| Bassano           |                |                            |
| DLF Trieste       |                |                            |
| Laverda Breganze  |                | Beniamino Battistella (43) |
| Marzotto Valdagno |                |                            |
| Monza             |                |                            |
| Novara            | Sergio Nanotti |                            |
| Oderzo            |                |                            |
| Pro Follonica     |                |                            |
| Triestina         |                |                            |

## Classifica finale
|  | Pos. | Squadra           | Pt | G  | V  | N | P  | GF | GS | DR  |
|  | ---- | ----------------- | -- | -- | -- | - | -- | -- | -- | --- |
|  | 1.   | Monza             | 29 | 18 | 13 | 3 | 2  | 65 | 36 | +29 |
|  | 2.   | Novara            | 26 | 18 | 12 | 2 | 4  | 84 | 47 | +37 |
|  | 3.   | Laverda Breganze  | 25 | 18 | 12 | 1 | 5  | 82 | 48 | +34 |
|  | 4.   | Triestina         | 24 | 18 | 10 | 4 | 4  | 51 | 32 | +19 |
|  | 5.   | DLF Trieste       | 19 | 18 | 9  | 1 | 8  | 62 | 63 | -1  |
|  | 6.   | Marzotto Valdagno | 17 | 18 | 8  | 1 | 9  | 51 | 54 | -3  |
|  | 7.   | Amatori Modena    | 13 | 18 | 4  | 5 | 9  | 49 | 61 | -12 |
|  | 8.   | Pro Follonica     | 13 | 18 | 6  | 1 | 11 | 46 | 74 | -28 |
|  | 9.   | Bassano           | 12 | 18 | 3  | 6 | 9  | 44 | 49 | -5  |
|  | 10.  | Oderzo            | 2  | 18 | 1  | 0 | 17 | 26 | 96 | -70 |

Legenda:
      Campione d'Italia e qualificato in Coppa dei Campioni 1968-1969
  Vincitore della Coppa Italia 1968.
      Retrocesso in Serie B.
Note:
Due punti a vittoria, uno a pareggio, zero a sconfitta.
L'Amatori Modena prevale sulla Pro Follonica in virtù del miglior quoziente reti.

## Risultati

### Tabellone
| 1968              | AmMo | Bass | DlfT | LavB | MarV | Monz | Nova | Oder | ProF | Trie |
| ----------------- | ---- | ---- | ---- | ---- | ---- | ---- | ---- | ---- | ---- | ---- |
| Amatori Modena    | –––– | 2-2  | 8-2  | 3-7  | 3-3  | 2-2  | 2-4  | 2-1  | 4-1  | 1-5  |
| Bassano           | 5-5  | –––– | 4-4  | 2-4  | 1-0  | 1-1  | 3-3  | 9-1  | 6-2  | 1-1  |
| DLF Trieste       | 5-1  | 4-3  | –––– | 3-2  | 9-2  | 3-5  | 3-2  | 6-2  | 5-0  | 0-3  |
| Laverda Breganze  | 4-2  | 3-0  | 4-1  | –––– | 6-1  | 3-2  | 2-7  | 8-1  | 10-3 | 4-1  |
| Marzotto Valdagno | 3-2  | 2-0  | 11-3 | 2-9  | –––– | 0-2  | 7-2  | 3-1  | 1-2  | 2-1  |
| Monza             | 6-1  | 3-1  | 7-1  | 5-2  | 4-2  | –––– | 3-2  | 5-3  | 8-5  | 1-1  |
| Novara            | 5-2  | 6-1  | 4-3  | 6-3  | 5-3  | 6-1  | –––– | 10-2 | 6-2  | 1-2  |
| Oderzo            | 1-5  | 2-1  | 1-3  | 2-5  | 0-4  | 2-5  | 2-5  | –––– | 2-4  | 1-3  |
| Pro Follonica     | 3-2  | 4-3  | 3-2  | 4-4  | 2-4  | 0-3  | 3-7  | 5-0  | –––– | 2-3  |
| Triestina         | 2-2  | 2-1  | 1-5  | 3-2  | 2-1  | 1-2  | 3-3  | 13-2 | 4-1  | –––– |

### Calendario
| Andata (1ª) | Andata (1ª) | Prima giornata                     | Ritorno (10ª) | Ritorno (10ª) |
|             |             |                                    |               |               |
| 25 mag.     | 2-2         | Amatori Modena-Bassano             | 5-5           | 27 lug.       |
| 25 mag.     | 6-1         | Laverda Breganze-Marzotto Valdagno | 9-2           | 27 lug.       |
| 25 mag.     | 7-1         | Monza-DLF Trieste                  | 5-3           | 27 lug.       |
| 25 mag.     | 10-2        | Novara-Oderzo                      | 5-2           | 27 lug.       |
| 25 mag.     | 4-1         | Triestina-Pro Follonica            | 3-2           | 27 lug.       |

| Andata (2ª) | Andata (2ª) | Seconda giornata               | Ritorno (11ª) | Ritorno (11ª) |
|             |             |                                |               |               |
| 1º giu.     | 1-1         | Bassano-Monza                  | 1-3           | 3 ago.        |
| 1º giu.     | 3-2         | DLF Trieste-Novara             | 3-4           | 3 ago.        |
| 1º giu.     | 2-1         | Marzotto Valdagno-Triestina    | 1-2           | 3 ago.        |
| 1º giu.     | 1-5         | Oderzo-Amatori Modena          | 1-2           | 3 ago.        |
| 1º giu.     | 4-4         | Pro Follonica-Laverda Breganze | 3-10          | 3 ago.        |

| Andata (3ª) | Andata (3ª) | Terza giornata                   | Ritorno (12ª) | Ritorno (12ª) |
|             |             |                                  |               |               |
| 8 giu.      | 3-3         | Amatori Modena-Marzotto Valdagno | 2-3           | 10 ago.       |
| 8 giu.      | 0-3         | DLF Trieste-Triestina            | 5-1           | 10 ago.       |
| 8 giu.      | 8-1         | Laverda Breganze-Oderzo          | 5-2           | 10 ago.       |
| 8 giu.      | 8-5         | Monza-Pro Follonica              | 3-0           | 10 ago.       |
| 8 giu.      | 6-1         | Novara-Bassano                   | 3-3           | 10 ago.       |

| Andata (4ª) | Andata (4ª) | Quarta giornata                 | Ritorno (13ª) | Ritorno (13ª) |
|             |             |                                 |               |               |
| 12 giu.     | 3-7         | Amatori Modena-Laverda Breganze | 2-4           | 24 ago.       |
| 12 giu.     | 4-4         | Bassano-DLF Trieste             | 3-4           | 24 ago.       |
| 12 giu.     | 1-2         | Marzotto Valdagno-Pro Follonica | 4-2           | 24 ago.       |
| 12 giu.     | 5-3         | Monza-Oderzo                    | 5-2           | 24 ago.       |
| 12 giu.     | 3-3         | Triestina-Novara                | 2-1           | 24 ago.       |

| Andata (5ª) | Andata (5ª) | Quinta giornata               | Ritorno (14ª) | Ritorno (14ª) |
|             |             |                               |               |               |
| 15 giu.     | 9-2         | DLF Trieste-Marzotto Valdagno | 3-11          | 31 ago.       |
| 15 giu.     | 4-1         | Laverda Breganze-Triestina    | 2-3           | 31 ago.       |
| 15 giu.     | 6-1         | Novara-Monza                  | 2-3           | 31 ago.       |
| 15 giu.     | 2-1         | Oderzo-Bassano                | 1-9           | 31 ago.       |
| 15 giu.     | 3-2         | Pro Follonica-Amatori Modena  | 1-4           | 31 ago.       |

| Andata (6ª) | Andata (6ª) | Sesta giornata           | Ritorno (15ª) | Ritorno (15ª) |
|             |             |                          |               |               |
| 22 giu.     | 1-5         | Amatori Modena-Triestina | 2-2           | 7 set.        |
| 22 giu.     | 6-2         | Bassano-Pro Follonica    | 3-4           | 7 set.        |
| 22 giu.     | 7-2         | Marzotto Valdagno-Novara | 3-5           | 7 set.        |
| 22 giu.     | 5-2         | Monza-Laverda Breganze   | 2-3           | 7 set.        |
| 22 giu.     | 1-3         | Oderzo-DLF Trieste       | 2-6           | 7 set.        |

| Andata (7ª) | Andata (7ª) | Settima giornata          | Ritorno (16ª) | Ritorno (16ª) |
|             |             |                           |               |               |
| 29 giu.     | 2-2         | Amatori Modena-Monza      | 1-6           | 14 set.       |
| 29 giu.     | 2-7         | Laverda Breganze-Novara   | 3-6           | 14 set.       |
| 29 giu.     | 3-1         | Marzotto Valdagno-Oderzo  | 4-0           | 14 set.       |
| 29 giu.     | 3-2         | Pro Follonica-DLF Trieste | 0-5           | 14 set.       |
| 29 giu.     | 2-1         | Triestina-Bassano         | 1-1           | 14 set.       |

| Andata (8ª) | Andata (8ª) | Ottava giornata              | Ritorno (17ª) | Ritorno (17ª) |
|             |             |                              |               |               |
| 6 lug.      | 1-0         | Bassano-Marzotto Valdagno    | 0-2           | 21 set.       |
| 6 lug.      | 3-2         | DLF Trieste-Laverda Breganze | 1-4           | 21 set.       |
| 6 lug.      | 1-1         | Monza-Triestina              | 2-1           | 21 set.       |
| 6 lug.      | 5-2         | Novara-Amatori Modena        | 4-2           | 21 set.       |
| 6 lug.      | 2-4         | Oderzo-Pro Follonica         | 0-5           | 21 set.       |

| \| Andata (9ª) \| Andata (9ª) \| Nona giornata \| Ritorno (18ª) \| Ritorno (18ª) \| \| \| \| \| \| \| \| 20 lug. \| 8-2 \| Amatori Modena-DLF Trieste \| 1-5 \| 28 set. \| \| 20 lug. \| 2-4 \| Bassano-Laverda Breganze \| 0-3 \| 28 set. \| \| 20 lug. \| 0-2 \| Marzotto Valdagno-Monza \| 2-4 \| 28 set. \| \| 20 lug. \| 3-7 \| Pro Follonica-Novara \| 2-6 \| 28 set. \| \| 20 lug. \| 13-2 \| Triestina-Oderzo \| 3-1 \| 28 set. \| |             |                            |               |               |
| Andata (9ª) | Andata (9ª) | Nona giornata              | Ritorno (18ª) | Ritorno (18ª) |
| |             |                            |               |               |
| 20 lug. | 8-2         | Amatori Modena-DLF Trieste | 1-5           | 28 set.       |
| 20 lug. | 2-4         | Bassano-Laverda Breganze   | 0-3           | 28 set.       |
| 20 lug. | 0-2         | Marzotto Valdagno-Monza    | 2-4           | 28 set.       |
| 20 lug. | 3-7         | Pro Follonica-Novara       | 2-6           | 28 set.       |
| 20 lug. | 13-2        | Triestina-Oderzo           | 3-1           | 28 set.       |

## Verdetti
| Verdetto                          | Club              |
| --------------------------------- | ----------------- |
| Campione d'Italia 1968            | Monza (7º titolo) |
| Qualificato in Coppa dei Campioni | Monza             |
| Retrocesse in Serie B             | Bassano Oderzo    |

### Squadra campione
Fonte:

| N° | Naz.              | Ruolo | Sportivo            |  |  |  |
| -- | ----------------- | ----- | ------------------- |  |  |  |
| ?  | Italia (bandiera) | A     | Antenore Amati      |  |  |  |
| ?  | Italia (bandiera) | E     | Arbizzoni           |  |  |  |
| ?  | Italia (bandiera) | A     | Gualtiero Bortolini |  |  |  |
| ?  | Italia (bandiera) | C     | Cesare Bosisio (c)  |  |  |  |
| ?  | Italia (bandiera) | T     | Enzo Brambilla      |  |  |  |
| ?  | Italia (bandiera) | A     | Giovanni Busnengo   |  |  |  |
| ?  | Italia (bandiera) | A     | Felice Campana      |  |  |  |
| 10 | Italia (bandiera) | P     | Marzio Cazzaniga    |  |  |  |
| ?  | Italia (bandiera) | T     | Tino Crotti         |  |  |  |
| ?  | Italia (bandiera) | A     | Sergio Franchi      |  |  |  |
| 1  | Italia (bandiera) | P     | Antonio Patrini     |  |  |  |
| ?  | Italia (bandiera) | T     | Marco Villa         |  |  |  |

- Allenatore:  Bruno Bolis, poi  Bruno Citterio.

## Statistiche del torneo

### Capoliste solitarie
|    | —— | —— | —— | ——   | —— | ——   | —— | —— | ——  | ——  | ——    | ——    | ——    | ——    | ——    | ——    | ——    | —— |  |
|    |    |    |    | Lav. |    | Mon. |    |    |     |     | Monza | Monza | Monza | Monza | Monza | Monza | Monza |    |  |
|    |    |    |    |      |    |      |    |    |     |     |       |       |       |       |       |       |       |    |  |
|    |    |    |    |      |    |      |    |    |     |     |       |       |       |       |       |       |       |    |  |
| 1ª | 2ª | 3ª | 4ª | 5ª   | 6ª | 7ª   | 8ª | 9ª | 10ª | 11ª | 12ª   | 13ª   | 14ª   | 15ª   | 16ª   | 17ª   | 18ª   |    |  |

### Classifica in divenire
|                   | 1ª | 2ª | 3ª | 4ª | 5ª | 6ª | 7ª | 8ª | 9ª | 10ª | 11ª | 12ª | 13ª | 14ª | 15ª | 16ª | 17ª | 18ª |
| ----------------- | -- | -- | -- | -- | -- | -- | -- | -- | -- | --- | --- | --- | --- | --- | --- | --- | --- | --- |
| Amatori Modena    | 1  | 3  | 4  | 4  | 4  | 4  | 5  | 5  | 7  | 8   | 10  | 10  | 10  | 12  | 13  | 13  | 13  | 13  |
| Bassano           | 1  | 2  | 2  | 3  | 3  | 5  | 5  | 7  | 7  | 8   | 8   | 9   | 9   | 11  | 11  | 12  | 12  | 12  |
| DLF Trieste       | 0  | 2  | 2  | 3  | 5  | 7  | 7  | 9  | 9  | 9   | 9   | 11  | 13  | 13  | 15  | 17  | 17  | 19  |
| Laverda Breganze  | 2  | 3  | 5  | 7  | 9  | 9  | 9  | 9  | 11 | 13  | 15  | 17  | 19  | 19  | 21  | 21  | 23  | 25  |
| Marzotto Valdagno | 0  | 2  | 3  | 3  | 3  | 5  | 7  | 7  | 7  | 7   | 7   | 9   | 11  | 13  | 13  | 15  | 17  | 17  |
| Monza             | 2  | 3  | 5  | 7  | 7  | 9  | 10 | 11 | 13 | 15  | 17  | 19  | 21  | 23  | 23  | 25  | 27  | 29  |
| Novara            | 2  | 2  | 4  | 5  | 7  | 7  | 9  | 11 | 13 | 15  | 17  | 18  | 18  | 18  | 20  | 22  | 24  | 26  |
| Oderzo            | 0  | 0  | 0  | 0  | 2  | 2  | 2  | 2  | 2  | 2   | 2   | 2   | 2   | 2   | 2   | 2   | 2   | 2   |
| Pro Follonica     | 0  | 1  | 1  | 3  | 5  | 5  | 7  | 9  | 9  | 9   | 9   | 9   | 9   | 9   | 11  | 11  | 13  | 13  |
| Triestina         | 2  | 2  | 4  | 5  | 5  | 7  | 9  | 10 | 12 | 14  | 16  | 16  | 18  | 20  | 21  | 22  | 22  | 24  |

### Record squadre
- Maggior numero di vittorie: Monza (13)
- Minor numero di vittorie: Oderzo (1)
- Maggior numero di pareggi: Bassano (6)
- Minor numero di pareggi: Oderzo (0)
- Maggior numero di sconfitte: Oderzo (17)
- Minor numero di sconfitte: Monza (2)
- Miglior attacco: Novara (84 reti realizzate)
- Peggior attacco: Oderzo (26 reti realizzate)
- Miglior difesa: Triestina (32 reti subite)
- Peggior difesa: Oderzo (96 reti subite)
- Miglior differenza reti: Novara (+37)
- Peggior differenza reti: Oderzo (-70)

### Classifica cannonieri
| Gol |  |  | Giocatore             | Squadra          |
| --- |  |  | --------------------- | ---------------- |
| 43  |  |  | Beniamino Battistella | Laverda Breganze |

### Libri
- La Gazzetta dello Sport, Annuario dello Sport 1969, Milano, Edizioni S.E.S.S.,  pp. 253-254, risultati e classifica finale della stagione 1968, conservato dalla Biblioteca comunale centrale di Milano, deposito di via Quaranta.
- Gianfranco Capra e Mario Scendrate, Hockey su pista in Italia e nel mondo, Novara, Casa Editrice S.E.N., settembre 1984,  p. 110.
- Consorzio Etruria Hockey Follonica, Benvenuti a Hockey City, 1936-2007 - Follonica in vetta al mondo, Empoli (FI), Geo Edizioni S.r.l., 2008,  p. 181.
- Mario Bonati e Roberto Redaelli, 100 anni di sport a Monza, Monza (MI), Associazione Pro Monza, stampa: Tipografica Sociale S.p.a., maggio 1992.

### Giornali
- La Gazzetta dello Sport, conservata microfilmato presso.
  - Biblioteca Nazionale Braidense di Milano, presso MediaTeca Santa Teresa, via Moscova 28 a Milano;
  - Biblioteca Nazionale Centrale di Firenze;
  - Biblioteca Nazionale Centrale di Roma;
  - Biblioteca Civica Berio di Genova;
  - e presso Emeroteca del C.O.N.I. di Roma (non è online ma è da consultare in sede).
- Il Cittadino di Monza e Brianza, che ha sempre pubblicato i risultati nell'edizione del giovedì. Giornale conservato microfilmato presso la Biblioteca Nazionale Braidense di Milano (presso emeroteca Santa Teresa in via Moscova 28) e la Biblioteca Comunale di Monza.